# Trichoniscus halophilus
Trichoniscus halophilus là một loài chân đều trong họ Trichoniscidae. Loài này được Vandel miêu tả khoa học năm 1951.